# フョードル・ダン

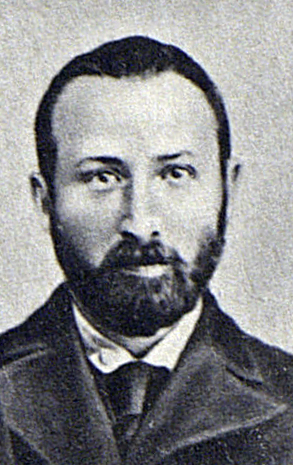
1906年のダン

フョードル・イリイチ・ダン（ロシア語: Фёдор Ильич Дан、ラテン文字転写の例：Fëdor Iľič Dan、1871年10月19日 - 1947年（英語版では1949年）1月22日　ニューヨーク）は、ロシアの医師、労働運動家、政治家。メンシェヴィキの有力者の一人。同じくメンシェヴィキの指導者だったユーリー・マルトフの妹リディアが妻であることから、彼の義弟に当たる。元の姓はグルヴィッチ（Gurvič）。

## 生涯
1871年ロシア帝国の首都サンクトペテルブルクで薬局を営むユダヤ人の家庭に生まれる。ユリエフ大学医学部を卒業し、医師になって病院に勤務するが、マルクス主義の洗礼を受け、労働者階級解放闘争同盟という労働組合に参加した。レーニンとマルトフが逮捕された後、同盟の指導に当たり、ペテルブルクでストライキを指揮する。しかし、ダンも1896年に逮捕され、1年半投獄された後に、オリョール県に2年流刑となる。1901年ロシアを出国し、ベルリン、チューリヒなどで活動する。帰国後、ロシア社会民主労働党に入党。1902年逮捕され東シベリアに流刑となるが、脱走し、ジュネーヴに逃れる。ジュネーブでメンシェヴィキに所属し、1903年第2回党大会に出席するためにロンドンに赴く。また、党機関紙「イスクラ」の編集部に入り、同時に雑誌「ソツィアル・デモクラート（社会民主主義者）」の編集部長にもなった。ダンは、レーニンの少数の革命家が革命を主導するというボリシェヴィキの概念を嫌い、より広範な国民大衆の結集を目指すマルトフと提携したメンシェヴィキの指導者の一人となる。1905年恩赦によって帰国する。第一国会（ドゥーマ）及び第二国会で当選し、社会民主労働党議員団を指揮する。1908年ピョートル・ストルイピンの弾圧に会い、スイスに亡命し、新聞・雑誌の編集を続けた。1913年恩赦で帰国し、第四国会に当選し、メンシェヴィキ国会議員団長となり、マルトフと協力する。
1914年サンクトペテルブルクにいたダンは、第一次世界大戦勃発直後、再び当局によって逮捕され、東シベリアのエニセイ県ミヌシンクスへ追放される。流刑地で同じくメンシェヴィキのイラクリー・ツェレテリらと交友を持つ。1915年軍医として召集され、イルクーツクなどで勤務する。二月革命が勃発すると、ペトログラードに帰還。メンシェヴィキの内部では、ツェレテリやニコライ・チヘイゼ（チヘイーゼ）とともに「祖国防衛派」に所属し、臨時政府との連立や戦争継続に賛成する立場を取った。

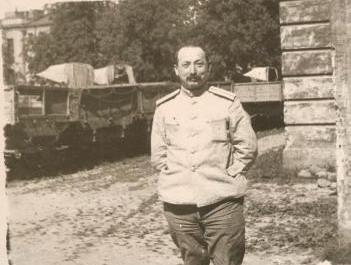
軍医として勤務するダン

1917年ペトログラード・ソビエト執行委員、同副議長。10月の第二回ソビエト大会議長に選出されたが、レーニンの目論む武装蜂起に反対する。憲法制定議会議員となったが、同会議を暴力で解散したボリシェヴィキとソビエト政権を非難した。以後、ダンは、ボリシェヴィズムをナロードニキと結びつくものとして、政治的自由の弾圧に対し批判を続けた。1919年赤軍に召集され、ウラル地方で軍の保健衛生局に勤務する。1921年ペトログラードで労働運動に関与した理由で逮捕され、1922年に国外追放となる。以後在外メンシェヴィキの代表部であるロシア社会民主労働党在外代表団に所属し、1923年4月にマルトフが死去した後は、指導者となる。ダンはソビエト政権を非難しつつ、ソ連の体制民主化に関して希望的観測を持ち続けた。ヒトラーの獲得に伴い、1933年ドイツからフランス・パリに移る。1940年ドイツ軍によりパリが陥落したため、アメリカに亡命し、ニューヨークで活動を継続する。1941年独ソ戦が開始されると、ダンはソ連を支持した。このことは、社会民主労働党在外団に亀裂を生じせしめ、ソ連の民主化を可能と見るダンたちと、在外団の大部分を占める反対派に別れ、1943年に在外団は分裂した。ソ連の民主化を可能とするダンの立場は晩年になっても変わらず、晩年の著書『ボリシェヴィズムの起源』でもこの立場を主張し不評を買った。1947年（1949年？）ニューヨークで死去。75歳。リディア夫人は、ダンの死後も精力的に活動し、ダンが残した資料をアメリカの研究に役立てた。